# フィデナエの戦い (紀元前8世紀)
フィデナエの戦い（フィデナアエのたたかい）は、王政ローマ初代の王ロームルスの治世の時代の、ローマとフィデナエの戦いである。半ば伝説的なものであり、ローマが勝利した。

## 背景
ローマがパラティヌスの丘の上に建国されその拡大が始まると、ティトゥス・リウィウスによれば、その強力な軍事力のために周辺地域の都市と敵対関係が生まれた。ケニネン人（it）、アンテムナテ人（it）、クルストムニ人（it）、サビニ人の都市が次々とローマに下った。フィデナエはローマの北方8キロメートルに位置するエトルリア人都市である。フィデナエの住民は、ローマが強力であると同時にフィデナエに隣接しているため、その戦力が拡大して対処できなくなる前に、ローマを攻撃することを決定した。

## 戦闘
この戦いに関しては、二つの異なった説がある。一つは、ローマは騎兵の奇襲により城門を破壊させ、その後ロームルスが全軍を率いて突入し、にフィデナエを占領したというものである。
もう一つは、フィデナエが仕掛けたというものである。フィデナエはローマとの戦いを急ぎ、フィデナエとローマの間に騎兵を派遣して略奪を行い、その周辺の住民をおびえさせた。ローマはこれにすばやく反応した。ロームルスは自身が軍を率い、北へ向かってテヴェレ川を超え、フィデナエから1マイルまでに迫った。
フィデナエに残っていた守備塀は多くは無かったため、ロームルスは兵のほとんどを近くの森に隠し、待ち伏せ攻撃を意図した。続いて城門に対して無謀と思える攻撃を行ったが、これはフィデナエ兵を出撃させるための欺瞞攻撃であり、適当な時期に騎兵は撤退した。これを追撃したフィデナエ軍はローマ軍の待ち伏せ攻撃を受けた。
待ち伏せは成功した。一度城門を開いて出撃すると、そこは敵の真っ只中であった。ローマ軍の第一列を撃破できたとしても、直ちに他のローマ兵に押し返された。ローマ軍はフィデナエに殺到し、勝利した。

## 結果
プルタルコスによると、ロームルスはフィデナエを破壊することはせず、ローマ人2,500を移住させ、ローマの植民都市とした。フィデナエが開始した戦いは、熱病のように隣のエトルリア都市であるウェイイに達した。直ぐにローマとウェイイは戦争となったが（ウェイイとの戦い ）、ローマはセプテム・パグス（ティベリーナ島の西）とサリーネを占領し、ウェイイ軍は国境に押し返された。

## 参考資料

### 一次資料
- Dionysius of Alicarnasso, Roman Antiquities , VII-VIII.
- Eutropy, Breviarium ab Urbe condita , I.
- Triumphal triumphs
- Livy, Ab Urbe dresses books , I.
- Plutarch, Life of Romulu

### 現代の研究書
- Andrea Carandini, Rome. The first day, Rome-Bari 2007.